# Cnemoplites intermedia
Cnemoplites intermedia là một loài bọ cánh cứng trong họ Cerambycidae.